# Atributos de la carena derecha
Curvas de atributos de carenas rectas: o curvas hidrostáticas, son las curvas que reflejan del comportamiento de la carena de un buque para los diferentes calados (condiciones de carga).
Reciben el nombre de carenas rectas porque son calculadas para la condición de buque adrizado.
Sin duda y a este fin la curva más significativa es la que determina la altura del metacentro transversal (curva n.º 11 del gráfico). 
Otras curvas son empleadas en los cálculos de calados finales y de asiento.
Las curvas de parámetros verticales están referidas a la línea base o canto superior de la quilla.
Las curvas de parámetros longitudinales, (posición longitudinal del centro de carena, etc) están referidas o bien a la sección maestra o a la perpendicular de popa.

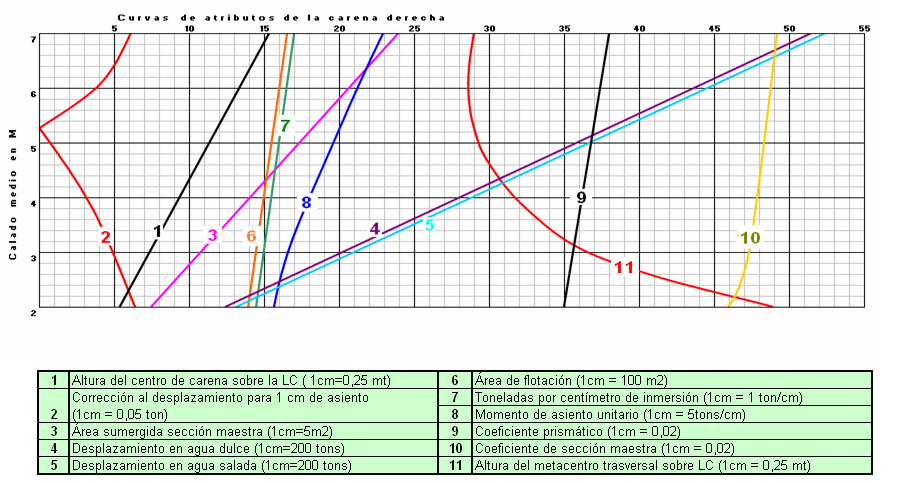

- Curva 1 Altura del centro de carena sobre la LC
- Curva 3 Área sumergida de la Sección maestra
- Curva 4 y 5: Desplazamiento en agua salada o dulce
- Curva 6: Área del plano de flotación
- Curva 7: Toneladas por centímetro de inmersión